# Rhaphium macrocerum
Rhaphium macrocerum är en tvåvingeart som beskrevs av Johann Wilhelm Meigen 1824. I den svenska databasen Dyntaxa används istället namnet Rhaphium appendiculatum. Rhaphium macrocerum ingår i släktet Rhaphium och familjen styltflugor. Arten är reproducerande i Sverige. Inga underarter finns listade i Catalogue of Life.